# أنكي فان غرونسفين
أنكي فان غرونسفين (Anky van Grunsven) هي لاعبة أولمبية لرياضة الفروسية من هولندا. شاركت في الأولمبياد الصيفي في 1992–2012، وفازت بما مجموعه 9 ميداليات.

## الميداليات
| ذهب | فضة | برونز | المجموع |
| 3   | 5   | 1     | 9       |

## روابط خارجية
- أنكي فان غرونسفين على موقع الاتحاد الدولي للفروسية (الإنجليزية)
- أنكي فان غرونسفين على موقع FEI (رابط بديل) (الإنجليزية)
- أنكي فان غرونسفين على موقع اللجنة الأولمبية الدولية (الإنجليزية)
- أنكي فان غرونسفين على موقع أوليمبيديا (الإنجليزية)
- أنكي فان غرونسفين على موقع اللجنة الأولمبية الهولندية (الهولندية)